# Качалай
Качалай (кум. Къачалай) — село Бежтинского участка Дагестана. Центр Качалайского сельского поселения (все входящие в него населенные пункты территориально расположены в Бабаюртовском районе) с 2006 года.

## География
Расположено на территории Бабаюртовского района в 13 км к северо-западу от села Бабаюрт на федеральной трассе Астрахань-Махачкала.
Ближайшие населенные пункты: на юго-западе 40 лет Октября, на севере-западе — Алеротар. В 4 км к юго-западу от села находился хутор Владино.

## История
Населенный пункт возник как отселок села Аксай. По данным на 1926 год хутор Качалай-кутан состоял из 61 хозяйства и входил в состав Адиль-Янгиюртовского сельсовета Хасав-Юртовского округа. С 1935 года центр Качалайкутанского сельсовета Бабаюртовского района (в состав сельсовета входило также село Кара-Озек). В селе располагалась центральная усадьба колхоза имени Пушкина. На основании постановления СНК ДАССР от 14 августа 1939 г. «О сселении хуторских населённых пунктов колхозов Бабаюртовского района в их основные населённые пункты» все население села Кара-Озек было переселено на центральную усадьбу колхоза в село Качалай. В 1947 году Качалайкутанский сельсовет был ликвидирован и включен в состав Люксембургского сельсовета. 
В 1950-е годы коренные жители села были переселены в село Люксембург. Территория села передана под зимние пастбища колхоза имени «XXII партсъезда» Цунтинского района, где был образован одноимённый кутан.

## Население
| 1889 | 1914  | 1926 | 1939 | 1959 | 1989 | 2002  |
| ---- | ----- | ---- | ---- | ---- | ---- | ----- |
| 423  | ↗621  | ↘246 | ↗303 | ↘178 | ↗585 | ↗1353 |
| 2010 | 2021  |      |      |      |      |       |
| ↘935 | ↗1129 |      |      |      |      |       |

### Национальный состав
По переписи 1926 года хутор являлся моноэтническим — кумыкским.
По данным Всероссийской переписи населения 2010 года — моноэтническое бежтинское село.
В селе проживают носители бежтинского и хашархотинского диалектов бежтинского языка. 

## Уроженцы
Родина Героя Социалистического Труда Мамата Тавболатовича Батраева, одного из первых профессиональных врачей из числа коренных дагестанцев Калсына Качалаева (расстрелян в 1937 году), отца генерал-полковника ВВС Эльдара Качалаева-Цоколаева и писателя, философа, кандидата физико-технических наук Леопольда Качалаева-Панича.